# Y.S.R.
Y.S.R., tidigare Cuddapah och Kadapa, är ett distrikt i Indien. Det ligger i delstaten Andhra Pradesh, i den södra delen av landet, 1 600 km söder om huvudstaden New Delhi. Antalet invånare var 2 882 469 vid folkräkningen 2011. Arean är 15 359 kvadratkilometer. Den officiella stavningen byttes från Cuddapah till Kadapa 2005, och 2010 bytte distriktet namn för att hedra den tidigare delstatspremiärministern Y.S. Rajasekhara Reddy som kom från distriktet.
Förutom huvudorten Kadapa finns följande städer i Y.S.R. enligt folkräkningen 2011:
- Badvel
- Chennamukkapalle
- Dommara Nandyala
- Gopavaram
- Jammalamadugu
- Mangampeta
- Modameedipalle
- Moragudi
- Muddanur
- Nagireddipalle
- Proddatur
- Pulivendla
- Rajampet
- Rameswaram
- Rayachoti
- Veparala
- Yerraguntla